# Tai'an
För andra betydelser, se Tai'an (olika betydelser).
Tai'an är en stad på prefekturnivå i Shandong-provinsen i norra Kina. Den ligger omkring 65 kilometer söder  om provinshuvudstaden Jinan. Staden är mest känd för sitt läge intill Kinas heliga berg Taishan.

## Administrativ indelning
Tai'an är indelat i två stadsdistrikt, två städer på häradsnivå och två härad:
- Stadsdistriktet Taishan - 泰山区 Tàishān qū;
- Stadsdistriktet Daiyue - 岱岳区 Dàiyuè qū;
- Staden Xintai - 新泰市 Xīntài shì;
- Staden Feicheng - 肥城市 Féichéng shì;
- Häradet Ningyang - 宁阳县 Níngyáng xiàn;
- Häradet Dongping - 东平县 Dōngpíng xiàn.